# Isaac Alzamora
Isaac Alzamora Mayo (Lima, 3 de junio de 1850-Nueva York, 1930), fue un catedrático, diplomático y político peruano. Dirigente del Partido Civil. Fue diputado por Lima, ministro de Relaciones Exteriores (1888-1889) y primer vicepresidente de la República del gobierno de Eduardo López de Romaña (1899-1903). Hombre de vasta cultura humanística, fue catedrático de varias materias en la Facultad de Letras de la Universidad de San Marcos, cuyo decanato ejerció por varios años. Asimismo, fue catedrático en la Facultad de Ciencias Políticas y Administrativas de la misma universidad. Fue también un capitalista que invirtió en la explotación minera de Cerro de Pasco.

## Estudios
Hijo de José María Alzamora y Josefa Mayo. Fue hermano de Lizardo Alzamora Mayo, que fue también catedrático y político, además de magistrado; y de Román Alzamora, jurista y catedrático. Cursó su educación básica en el Colegio Guadalupe, del que egresó en 1866, ingresando luego a la Universidad de San Marcos. Se graduó de bachiller, licenciado y doctor en Letras, así como en Jurisprudencia.

## Catedrático en San Marcos
En 1872 empezó su carrera docente en la Facultad de Letras de San Marcos, como catedrático interino de Psicología y Lógica.  Ingresó a la Guardia Nacional, en cuya representación pronunció un discurso ante el presidente Manuel Pardo y Lavalle, lo que le valió ser nombrado segundo secretario de la legación peruana en Chile, que ejerció de febrero a julio de 1874.
De regreso al Perú, continuó ejerciendo la docencia en San Marcos. Al ser creada en 1877 la Facultad de Ciencias Políticas y Administrativas, pasó a ejercer las cátedras de Derecho Administrativo y Economía Política. También fue subdecano de 1881 a 1885.
En 1887 pasó a ser catedrático de Historia de la Filosofía Moderna. En 1891 fue elegido decano de la Facultad de Letras, siendo reelegido de manera consecutiva hasta 1905. Su vasta cultura humanística le hizo una figura muy estimada en la universidad. En 1896 se le confió la recién creada cátedra de Pedagogía.

## Durante la ocupación chilena
En plena ocupación chilena fue elegido diputado por Lima ante el Congreso Extraordinario que se reunió en Chorrillos, del 10 de julio a 23 de agosto de 1881, donde se ratificó la elección del doctor Francisco García Calderón como presidente provisorio del Perú. 
Como síndico del Concejo Provincial de Lima se opuso a la intervención chilena en la administración municipal, pues consideraba que la ocupación extranjera no implicaba el cese de los gobiernos locales.

## Ministro de Relaciones Exteriores
Durante el primer gobierno del general Andrés A. Cáceres fue convocado para ser ministro de Relaciones Exteriores, cargo que ejerció del 26 de abril de 1888 a 7 de marzo de 1889. Contra él y otros dos ministros (Aurelio Denegri y Ántero Aspíllaga) se presentó en la Cámara de Diputados una moción de censura, que no logró ser admitida a debate por solo un voto de diferencia (39 frente a 40).
Durante su gestión se llevó a cabo la posesión de los ferrocarriles del sur, pese a la exaltada oposición del ministro estadounidense en el Perú. Alzamora se encargó de resolver el asunto, enviando una misión a Washington D. C. encabezada por Félix Cipriano Coronel Zegarra, que llegó a un acuerdo con la Secretaria de Estado del gran país del norte. Con respecto al arreglo de la deuda externa, sostuvo activas conversaciones con las legaciones de Chile y Francia. Y con respecto al diferendo limítrofe con Ecuador, envió a Quito una misión encabezada por Arturo García Chávez para que mediante conversaciones directas se llegara a una solución definitiva, concretándose, después de largas gestiones, la firma del tratado García-Herrera en 1890, aunque ya para entonces Alzamora había dejado la cancillería. Dicho tratado, que fue muy controversial en el Perú porque cedía inmensos territorios en disputa a Ecuador, fue brillantemente defendido por Alzamora durante la discusión parlamentaria de 1893 (finalmente, el tratado no se puso en práctica y continuaron las negociaciones bilaterales).
Fue miembro de la Comisión Consultiva de Relaciones Exteriores, creada por el gobierno de Cáceres y de la que también formaron parte personalidades como Manuel Yrigoyen Arias, Ramón Ribeyro, Luciano Benjamín Cisneros, Manuel Candamo, Félix Cipriano Coronel Zegarra, Manuel María Gálvez, Guillermo Seoane, Francisco García Calderón, Manuel María del Valle, Mariano Nicolás Valcárcel, Alberto Elmore.

## Diputado por Chancay
Fue elegido diputado por Chancay en 1889, y 1892 Se mostró crítico con las maniobras del presidente de la Cámara, Mariano Nicolás Valcárcel, que estaban destinadas a favorecer a los partidarios del presidente Remigio Morales Bermúdez en la calificación del tercio de representantes elegidos en 1890. En 1892 tuvo notables intervenciones en el debate sobre la ley del sufragio, así como a favor del ya mencionado tratado García-Herrera y en defensa de la Facultad de Letras de San Marcos.
Durante el gobierno constitucional de Nicolás de Piérola fue miembro del Consejo Gubernativo, creado en 1896 como una especie de consejo consultivo sobre importantes asuntos de Estado que el Ejecutivo les propusiera (similar a los antiguos Consejos de Estado). Compartió esta función junto a personalidades como Manuel Pablo Olaechea, Alejandro Arenas, Enrique de la Riva Agüero, Luis Felipe Villarán, Francisco García Calderón, Luis Carranza Ayarza y otros.

## Primer vicepresidente de la República
Fue primer vicepresidente de la República del gobierno del ingeniero Eduardo López de Romaña, gobierno que fue producto de una transacción entre civilistas y demócratas (1899-1903).
En 1900, junto con varios socios, fundó la Empresa Socavonera del Cerro de Pasco, que ganó un contrato con el gobierno para llevar a cabo operaciones de desagüe, explotación y beneficio de los minerales de Cerro de Pasco.
Presidió la delegación peruana enviada al Segundo Congreso Panamericano, reunido en México (1901-1902), donde defendió el uso del arbitraje en la solución de los litigios internacionales.
Con miras a las elecciones presidenciales de 1903, Alzamora, como representante del Partido Civil, entró en conversaciones con Nicolás de Piérola, líder del Partido Demócrata, para acordar una candidatura de transacción, tal como había ocurrido en 1899, pero no se llegó a ningún acuerdo. La decisión de Piérola de no participar en las elecciones, permitió el triunfo, sin ninguna oposición, de la candidatura civilista de Manuel Candamo. Alzamora recibió el encargo de formar su primer gabinete ministerial, pero no aceptó. La presidencia de Candamo duró solo unos meses, pues falleció víctima de una enfermedad (1904).

## Presidente del Partido Civil
En 1904, Alzamora, que era presidente de la Junta Directiva del Partido Civil, se proyectaba como candidato a la presidencia tras el fallecimiento de Candamo. Formaba parte de la vieja guardia del civilismo, junto con Ántero Aspíllaga, Cesáreo Chacaltana, y otros, que pronto se vieron opacados por los jóvenes líderes civilistas, reunidos en torno a la figura de José Pardo y Barreda, el hijo del fundador del partido. Cuando la tendencia dentro del civilismo se inclinó en apoyar la candidatura del joven Pardo, Alzamora renunció a la presidencia del partido y a su deseo de postular a la presidencia de la República, dando así un gesto de desprendimiento (24 de mayo de 1904).
En 1905 viajó a los Estados Unidos, donde se instaló definitivamente. En 1919 aceptó ser ministro plenipotenciario en Inglaterra, pero renunció ese mismo año al producirse el golpe de Estado de Augusto B. Leguía.

## Obras
- Objeto de la Filosofía (1869). Tesis para su bachillerato en Letras.
- Ideal de la organización de la sociedad (1870). Tesis para su bachillerato en Jurisprudencia.
- Los artículos 1286 y 1817 del Código Civil (1877). Tesis para su licenciatura en Jurisprudencia.
- El artículo 1286 del Código Civil (1877). Tesis para su doctorado en Jurisprudencia.
- Resumen del curso de Psicología (1882)
- La cuestión peruano-chilena (1919).